# Вікторіано Уерта
Хосе Вікторіано Уерта Ортега (ісп. José Victoriano Huerta Ortega; 23 грудня 1850, Колотлан, Халіско — 13 січня 1916, Ель-Пасо, Техас) — мексиканський державний та військовий діяч, генерал, тимчасовий президент Мексики з 19 лютого 1913 по 15 липня 1914 року.

## Біографія
Народився у родині метисів та у віці 17 років розпочав службу у мексиканській армії. Під час правління Порфіріо Діаса дослужився до звання генерала. Після того як у травні 1911 року диктатура Порфіріо Діаса була повалена, був деякий час лояльний до нового ліберального уряду Мадеро та вів боротьбу з його супротивниками, такими, наприклад, як Паскуаль Ороско. Але згодом приєднався до заколоту, який був спрямований на повалення Мадеро, до якого приєдналися генерали Фелікс Діас (племінник Порфіріо Діаса) та Бернардо Рейєс. Заколот крім інших також підтримав американський посол Генрі Лейном Вільсон. 18 лютого 1913 року Уерті вдалось вдалося здійснити переворот; Мадеро був вбитий, а Уерта став тимчасовим президентом країни. Після того, як він відмовився від проведення демократичних виборів та встановив військову диктатуру, США почали відноситися до нього ворожо та висадили десант у Веракрісі, аби позбавити Уерту військової підтримки з боку Німеччини. В нього знайшлись супротивник також у середині Мексики, незабаром проти нього виступили армії Венустіано Карранси, Альваро Обрегона, Франсіско Вільї та Еміліано Сапати. Але Уерту підтримав Паскуаль Ороско, який встав на його бік. 8 липня 1914 року, після того як федеральна армія Уерти зазнала декілька поразок від Конституційної армії Карранси та Обрегона а також повстанців Вильї, Уерта подав у відставку та втік до Англії (з якої згодом перебрався до Іспанії, а потім до США), призначивши своїм правонаступником Франсіско Карвахаля. Знаходячись у еміграції Уерта почав перемовини з урядом Німеччини, сподіваючись з його допомогою здійснити переворот та повернутися до влади. Але 27 червня 1915 був разом з Паскуалем Ороско заарештований у Ньюмені (штат Нью-Мексико) та деякий час утримувався у в'язниці, доки не помер від цирозу печінки.